# Jan Lenselink (organist)
Jan Lenselink (Zwolle, 1956) is een Nederlands organist.

## Levensloop

### Jeugd en opleiding
Lenselink groeide tot zijn vijfde op naast de gereformeerde kerk in Zwolle waar zijn opa koster was. Hierdoor kwam orgelmuziek bij hem al snel in het bloed. Toen hij tien jaar oud was ging hij naar de muziekschool in Zwolle. In diezelfde periode bezocht hij met zijn vader in de Grote of Sint-Michaëlskerk orgelconcerten van Feike Asma en Piet van Egmond.
Lenselink volgde zijn eerste orgel- en pianolessen aan het conservatorium in zijn woonplaats Zwolle. Hij koos hierbij voor de lichte muziek.

### Muzikale loopbaan
Lenselink geeft als organist vele orgelconcerten in onder meer Engeland, Canada, Finland en de Verenigde Staten. Daarnaast werkt hij mee aan radio- en televisieprogramma's. Ook trad hij op met vele bekende Nederlandse artiesten, zoals Marco Bakker, Tamara Lund, Ivan Rebroff, Liesbeth List en Louis van Dijk. Naast freelance-musicus geeft hij ook les aan de Stichting Muziekschool Emmen. Als pianist begeleidt hij samen met André van Vliet het "Nederlands Concert Mannenkoor" uit Veenendaal. Hier verschenen ook een aantal lp's en cd's van.

## Discografie
- (2007) Geprezen zij des Heilands Naam
- (2008) My Gift
- (2008) Just Music met Noortje van Middelkoop op panfluit
- (2010) Jan Lenselink Solo
- (2010) Just Christmas met Noortje van Middelkoop op panfluit
- (2016) New Collection